# Prix Jon-Postel
Le prix Jon-Postel (Jonathan B. Postel Service Award) est une distinction attribuée en l'honneur de Jon Postel. Elle est décernée annuellement depuis 1999 par l'Internet Society pour récompenser une personne pour ses contributions exceptionnelles à la communauté des télécommunications.
Il a été créé par Vint Cerf alors président de l'Internet Society et annoncé dans « I remember IANA » (RFC 2468).

## Lauréats
- 2024 Steve Crocker et Xing Li
- 2023 Pas de prix
- 2022 George Sadowsky
- 202& Pas de prix
- 2020 Onno W. Purbo
- 2019 Alain Aina
- 2018 Steven G. Huter
- 2017 Kimberly C. Claffy (en)
- 2016 Kanchana Kanchanasut
- 2015 Rob Blokzijl
- 2014 Mahabir Pun
- 2013 Elizabeth J. Feinler
- 2012 Pierre Ouedraogo
- 2011 Kilnam Chon[3]
- 2010 Jianping Wu (en)[4]
- 2009 CSNET
- 2008 La Fundacion Escuela Latinoamericana de Redes (EsLaRed)
- 2007 Nii Quaynor
- 2006 Bob Braden (en) et Joyce K. Reynolds
- 2005 Jun Murai
- 2004 Phill Gross
- 2003 Peter T. Kirstein
- 2002 Steve Wolff
- 2001 Daniel Karrenberg
- 2000 Scott Bradner (en)
- 1999 Jon Postel